# Batalla de Almolonga
La batalla de Almolonga fue una acción militar durante el Primer Imperio Mexicano efectuada el 13 de enero de 1823 (sin embargo Francisco de Paula y Arrangoiz asegura que el hecho ocurrió el 25 de enero y no el 13 de enero, como está documentado), en la localidad de Almolonga, municipio de Tixtla entre los cerros de Teposteyo y Ahuacopexco, en el estado de Guerrero durante la revolución a favor del Plan de Veracruz con el objetivo de poner fin al Imperio Mexicano.

## Antecedentes
Los rebeldes comandados por el general Vicente Guerrero y Nicolás Bravo fueron derrotados por las fuerzas imperiales comandadas por el general José Gabriel de Armijo. El emperador Agustín de Iturbide no dudó en enviar al general José Gabriel de Armijo al mando de todas las fuerzas del Sur, ya que este, como militar ex-realista, había tenido experiencia combatiendo contra las fuerzas de Guerrero como en la Batalla de Cerro de Barrabás.

## Batalla
Durante la batalla, en la que se enfrentó directamente Guerrero, resultando herido de bala en el pulmón, y creyéndolo muerto sus tropas, comenzaron a huir en desorden. Con el fin de concretar la victoria imperial, junto al general Epitacio Sánchez avanzó la caballería, sin embargo en los primeros encuentros, el general Sánchez fue muerto de un balazo en la cabeza. La muerte del jefe generó la lenta retirada, abandonando su artillería, sin qué pudieran los rebeldes obtener el botín pues salieron en fuga. Guerrero fue rescatado por un soldado a caballo, lo ocultó en un barranco, y después se recuperó en la casa de un indígena del lugar, quedando enfermo toda su vida. Bravo se retiró con las pocas tropas que no habían escapado a Putla. En el parte de José Gabriel de Armijo que mandó desde Chilapa declaraba muerto a Guerrero, dando por concluida su campaña.